# Rugiloricus
Genre
Rugiloricus est un genre de loricifères de la famille des Pliciloricidae.

## Liste des espèces
Selon World Register of Marine Species (18 février 2019) :
- Rugiloricus carolinensis Higgins & Kristensen, 1986
- Rugiloricus cauliculus Higgins & Kristensen, 1986
- Rugiloricus doliolius Gad, 2005
- Rugiloricus ornatus Higgins & Kristensen, 1986
- Rugiloricus polaris Gad & Arbizu, 2005

et décrit depuis :
- Rugiloricus bacatus Heiner, 2008
- Rugiloricus californiensis Neves, Kristensen, Rohal, Thistle & Sørensen, 2018
- Rugiloricus manuelae  Pardos & Kristensen, 2013
- Rugiloricus renaudae Kristensen, Neves & Gad, 2013

## Publication originale
- Higgins & Kristensen, 1986 : New Loricifera from southeastern United States coastal waters. Smithsonian Contributions to Zoology, no 438, p. 1-70 (texte intégral).